# Stazione di Shinodayama
La stazione di Shinodayama (信太山駅?, Shinodayama-eki) è una stazione ferroviaria della città di Izumi, nella prefettura di Osaka in Giappone. La stazione è gestita dalla JR West e serve la linea Hanwa.

## Linee
JR West
■ Linea Hanwa

## Struttura
La stazione è costituita da due marciapiedi laterali con 2 binari in superficie.
| 1 | ■ Linea Hanwa | per Izumi-Fuchū, Kumatori, Kansai Aeroporto e Wakayama |
| 2 | ■ Linea Hanwa | per Sakai-Higashi, Tennōji e Osaka                     |

## Stazioni adiacenti
| ≪                                 | Servizio    | ≫           |
| Linea Hanwa                       | Linea Hanwa | Linea Hanwa |
| --------------------------------- | ----------- | ----------- |
| Kita-Shinoda                      | Locale      | Izumi-Fuchū |
| Tutti gli altri treni non fermano |             |             |